# Avatar (Band)
Avatar ist eine schwedische Metal-Band aus Göteborg.

## Bandgeschichte

### Gründung und frühe Veröffentlichungen (2001–2010)

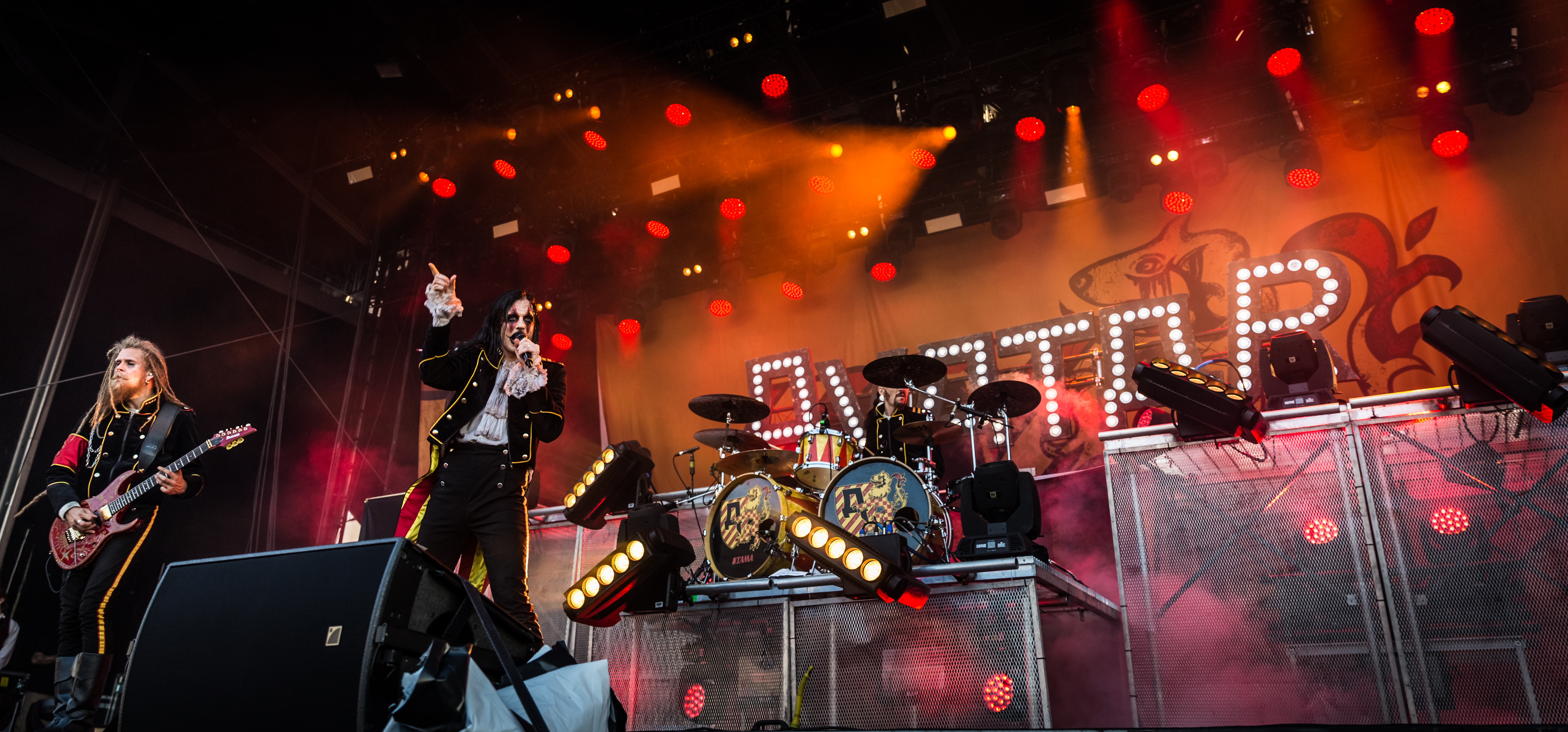
Avatar live bei Rock am Ring 2018

Die Band wurde 2001 von John Alfredsson unter dem Namen Lost Soul gegründet. Kurz drauf stieß Jonas Jarlsby dazu, doch war der Bandname ausschlaggebend an dem mangelnden Interesse anderer potentieller Mitglieder, woraufhin er in Avatar geändert wurde. Kurz nach der Umbenennung fanden sich weitere Mitglieder ein und die Band begann, Songs von Cannibal Corpse, In Flames, Iron Maiden, Slayer, Vader und Helloween zu covern.
2003 absolvierte Avatar ihre ersten Shows. Johannes Eckerström verließ kurzzeitig die Band, kehrte jedoch kurze Zeit später wieder zurück, nachdem mit Henrik Sandelin und Simon Andersson zwei potentielle Musiker zu der Band hinzugestoßen waren. Im Sommer desselben Jahres schrieben sie gemeinsam ihre ersten eigenen Songs, mit denen unter anderem die erste Demo Personal Observations aufgenommen wurde. Diese Aufnahmen bezeichneten die Musiker jedoch als Katastrophe, worauf sie sich neue Gitarren anschafften und die Aufnahmen wiederholten. Nachdem Personal Observations fertiggestellt war, versuchten sie diese zu vermarkten und spielten ihre ersten Konzerte. Während dieser Zeit nahmen sie die EP 4 Reasons to Die auf. Zudem nahmen sie an immer mehr Talentshows teil, was dazu führte, dass ihre Fangemeinde rund um Göteborg stetig wuchs. Die Band spielte weitere Konzerte an der kompletten schwedischen Westküste und erstmals auch außerhalb Schwedens in Kopenhagen. Obwohl der Erfolg der Band stetig größer wurde, bekam sie keine Anfrage von einer Plattenfirma. So bezahlten sie die Aufnahmen für ihr erstes Album selbst.
Anfang 2006 erschien das Debütalbum Thoughts of No Tomorrow, worauf die Band mit Hardcore Superstar und Dismember ihre ersten gemeinsamen Konzerte in Skandinavien veranstaltete. Anschließend gingen sie im Mai zusammen mit Impaled Nazarene erstmals auf Europa-Tour. Innerhalb dieses Jahres folgten weitere Konzerte und eine zweite Europa-Tour mit Evergrey. 2007 tourte Avatar mit Stone Sour und In Flames durch Skandinavien. Im Sommer spielten sie anschließend unter anderem auf dem Hultsfredfestival mit. Am 24. Oktober 2007 veröffentlichte die Band ihr zweites Album Schlacht. Es enthielt im Gegensatz zum Debütalbum erstmals auch True-Metal-Einflüsse. Nach der Veröffentlichung folgte eine kleine Tour durch Schweden mit Soilwork, Death Breath, Volbeat und Pain.
Im Januar 2008 tourte die Band gemeinsam mit Obituary und Holy Moses wieder quer durch Europa und spielte einen Monat später als Vorgruppe bei einem Konzert von Megadeth mit. Zudem waren sie im Close-Up-Magazine vertreten. Es folgten Konzerte mit Soilwork, Backyard Babies, Danko Jones und Municipal Waste. Daraufhin startete Avatar ihre erste Übersee-Tour in die USA, wo sie mit Bands wie Enslaved oder Sabaton spielten. Anschließend folgte ein weiterer Auftritt beim Sweden Rock Festival.
2009 legten sie eine kleine Pause ein und begannen neue Songs für ihr drittes Album zu schreiben. Nachdem die Aufnahmen fertiggestellt waren, tourten sie mit Hardcore Superstar ein weiteres Mal durch Europa und spielten als Headliner neben Within Y und Degradead auf mehreren Shows. Es folgte in diesem Jahr das selbstbetitelte Album Avatar, welches in Schweden erstmals die Charts auf Platz #36 erreichte.
Für den Sommer 2010 war die Veröffentlichung der DVD Blood, Noise, Fire, Metal geplant, auf der sich Videomaterial von einem Konzert in Göteborg befinden sollte. Ursprünglich war die Veröffentlichung für den 18. Juni angesetzt. Aufgrund von Druckverzögerungen beim Booklet wurde der Veröffentlichungstermin um knapp zwei Wochen auf Ende Juni verschoben, wobei das Album letztendlich nie erschien.

## Galerie

Avatar Live @ Free & Easy Festival 2015
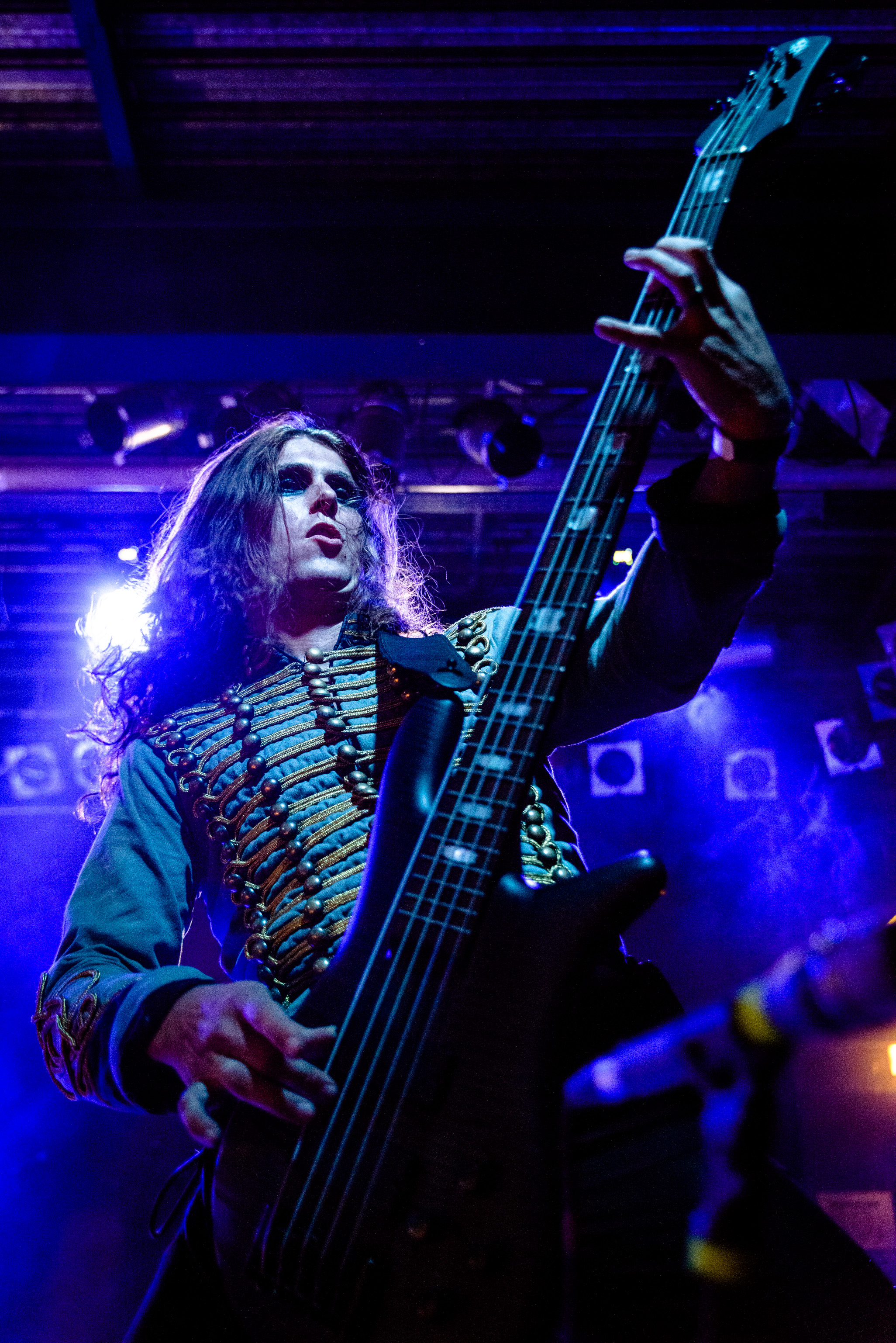
Henrik Sandelin
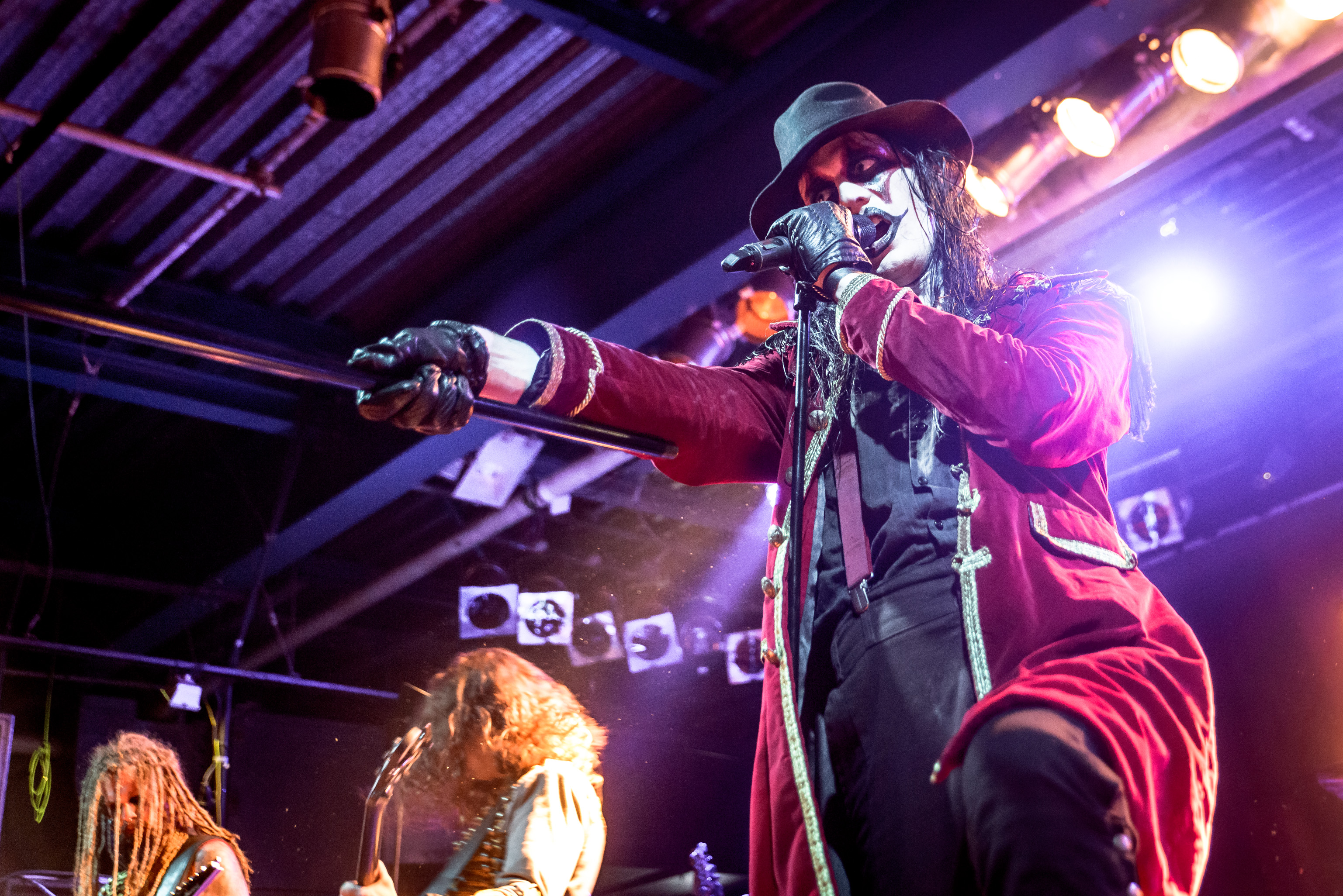
Johannes Eckerström
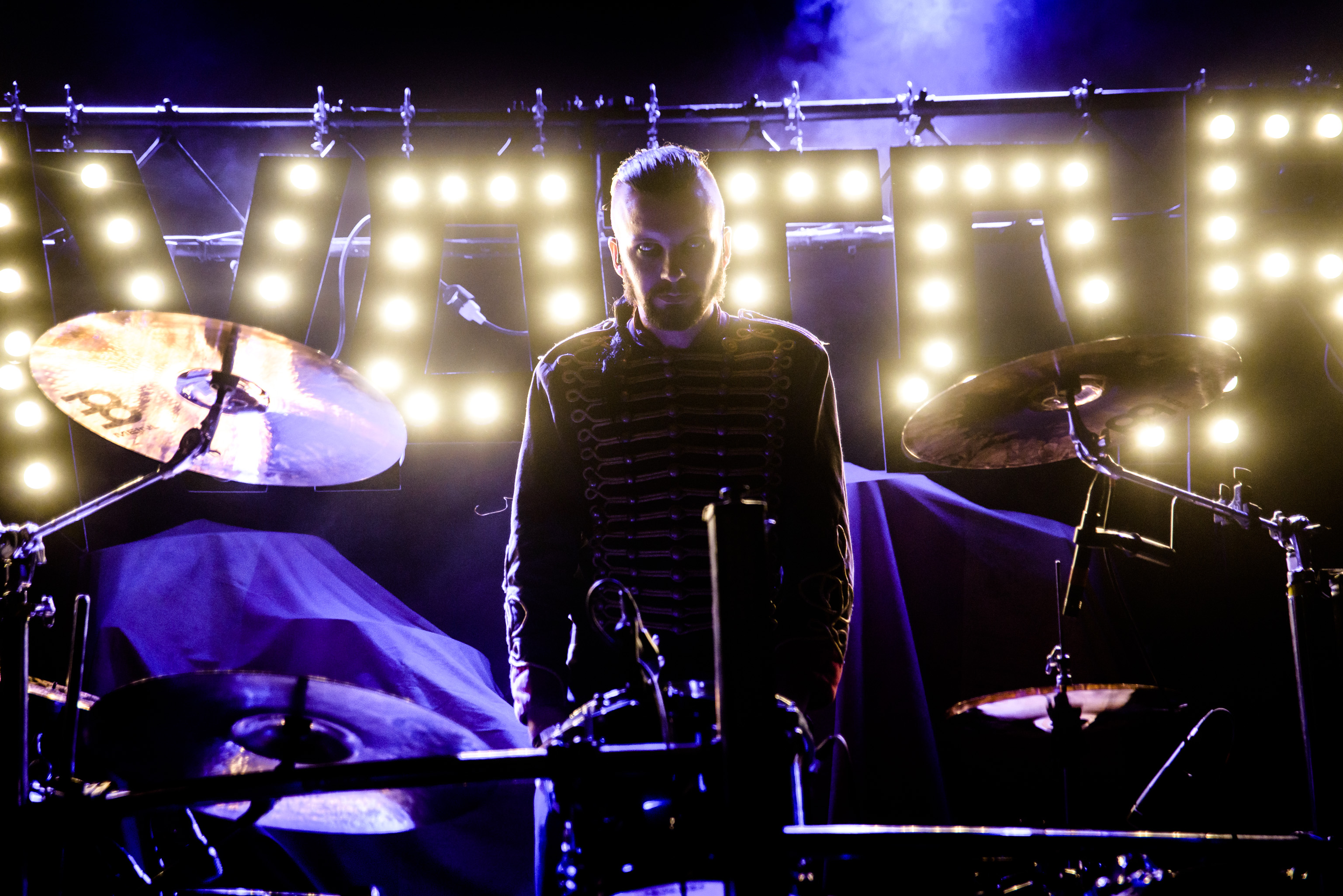
John Alfredsson
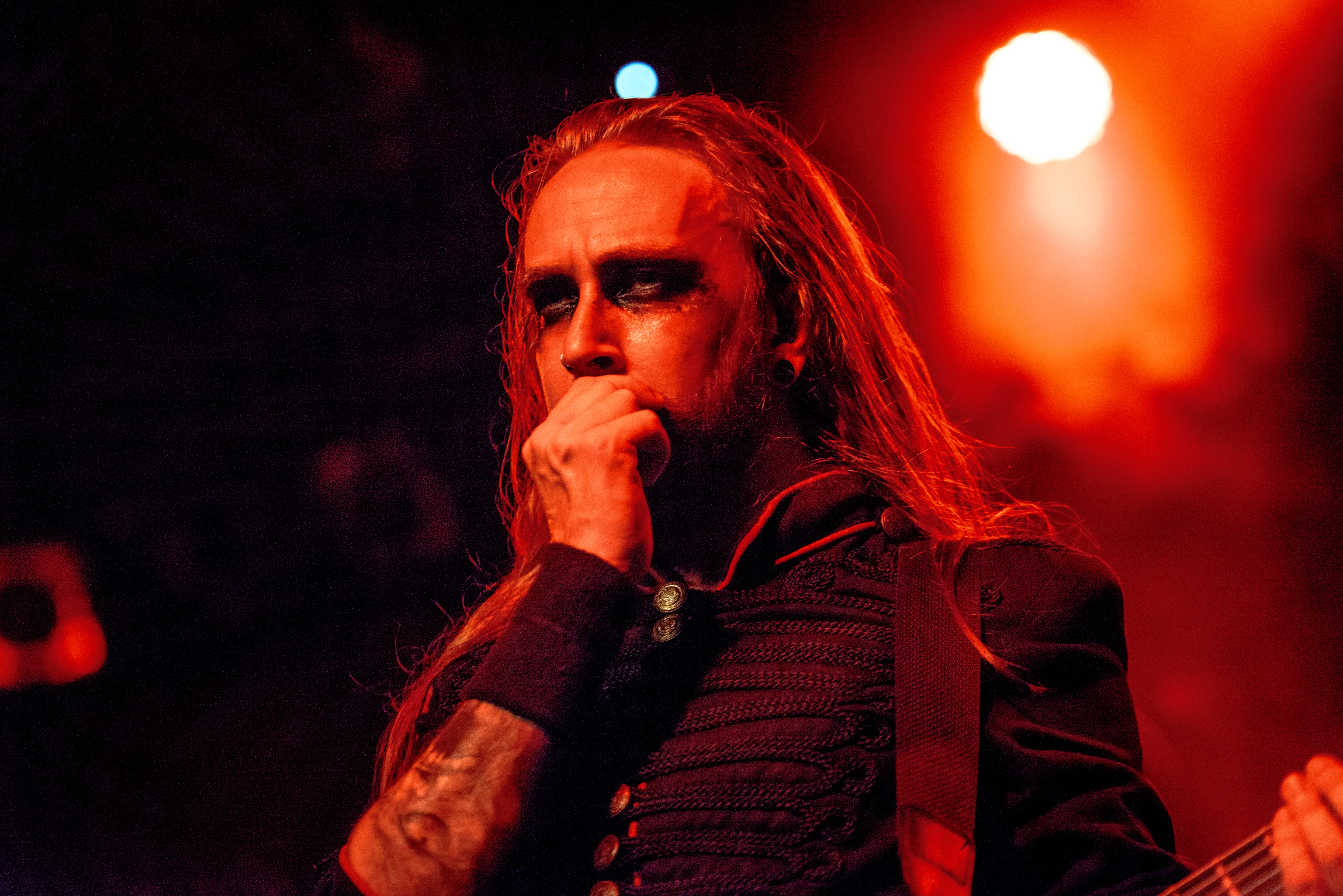
Tim Öhrström

## Diskografie (Auszug)
Studioalben

| Jahr | Titel Musiklabel             | Höchstplatzierung, Gesamtwochen, AuszeichnungChartplatzierungen (Jahr, Titel, Musiklabel, Platzierungen, Wochen, Auszeichnungen, Anmerkungen) | Höchstplatzierung, Gesamtwochen, AuszeichnungChartplatzierungen (Jahr, Titel, Musiklabel, Platzierungen, Wochen, Auszeichnungen, Anmerkungen) | Höchstplatzierung, Gesamtwochen, AuszeichnungChartplatzierungen (Jahr, Titel, Musiklabel, Platzierungen, Wochen, Auszeichnungen, Anmerkungen) | Höchstplatzierung, Gesamtwochen, AuszeichnungChartplatzierungen (Jahr, Titel, Musiklabel, Platzierungen, Wochen, Auszeichnungen, Anmerkungen) | Höchstplatzierung, Gesamtwochen, AuszeichnungChartplatzierungen (Jahr, Titel, Musiklabel, Platzierungen, Wochen, Auszeichnungen, Anmerkungen) | Anmerkungen                             |
| Jahr | Titel Musiklabel             | DE | AT | CH | US | SE | Anmerkungen                             |
| ---- | ---------------------------- | --- | --- | --- | --- | --- | --------------------------------------- |
| 2006 | Thoughts of No Tomorrow Gain | — | — | — | — | SE47 (1 Wo.)SE | Erstveröffentlichung: 25. Januar 2006   |
| 2007 | Schlacht Gain                | — | — | — | — | SE27 (1 Wo.)SE | Erstveröffentlichung: 24. Oktober 2007  |
| 2010 | Avatar Gain                  | — | — | — | — | SE36 (1 Wo.)SE | Erstveröffentlichung: 20. November 2009 |
| 2012 | Black Waltz Gain             | — | — | — | — | SE25 (1 Wo.)SE | Erstveröffentlichung: 25. Januar 2012   |
| 2014 | Hail the Apocalypse eOne     | — | — | — | US97 (1 Wo.)US | — | Erstveröffentlichung: 13. Mai 2014      |
| 2016 | Feathers & Flesh eOne        | — | — | — | US88 (1 Wo.)US | — | Erstveröffentlichung: 13. Mai 2016      |
| 2018 | Avatar Country eOne          | — | — | CH87 (1 Wo.)CH | US132 (1 Wo.)US | — | Erstveröffentlichung: 12. Januar 2018   |
| 2020 | Hunter Gatherer eOne         | DE79 (1 Wo.)DE | AT70 (1 Wo.)AT | — | — | — | Erstveröffentlichung: 7. August 2020    |
| 2023 | Dance Devil Dance eOne       | DE66 (1 Wo.)DE | — | CH100 (1 Wo.)CH | — | — | Erstveröffentlichung: 17. Februar 2023  |